# Austrocheirus isasii
L’austrocheiro (Austrocheirus isasii) è un dinosauro carnivoro appartenente agli ceratosauri. Visse nel Cretaceo superiore (Maastrichtiano, circa 70 milioni di anni fa) e i suoi resti sono stati ritrovati in Argentina.

## Descrizione
Conosciuto per uno scheletro alquanto incompleto e sprovvisto di cranio, questo animale doveva avere un aspetto simile a quello dei dinosauri carnivori primitivi, vissuti anche un centinaio di milioni di anni prima. Lungo circa quattro metri, l'austrocheiro possedeva zampe anteriori relativamente lunghe se rapportate a quelle dei suoi parenti. 

## Classificazione
Questo dinosauro appartiene a quel gruppo di animali noti come abelisauri, vissuti nel Cretaceo nei continenti meridionali. Austrocheirus, nonostante sia apparso alla fine dell'era dei dinosauri, possedeva caratteristiche molto primitive e all'interno del gruppo degli abelisauri potrebbe aver occupato una posizione basale. Un altro animale simile, vissuto qualche milione di anni prima, era Ilokelesia.